# Cúbica de Tschirnhausen

Cúbica de Tschirnhausen, caso de a = 1

En geometría, la cúbica de Tschirnhausen o cúbica de Tschirnhaus es una curva plana definida (en su forma de apertura a la izquierda) por la ecuación polar
{\displaystyle r=a\sec ^{3}(\theta /3)}
donde sec es la función secante.

## Historia
La curva fue estudiada por von Tschirnhaus, L'Hôpital y Catalan. R.C. Archibald le dio el nombre de cúbica de Tschirnhausen en un artículo de 1900, aunque a veces se le conoce como cúbica de L'Hôpital o trisectriz de Catalan.

## Otras ecuaciones
Sea {\displaystyle t=\tan(\theta /3)}. Luego, aplicando las fórmulas del ángulo triple, se obtiene
{\displaystyle x=a\cos \theta \sec ^{3}{\frac {\theta }{3}}=a(\cos ^{3}{\frac {\theta }{3}}-3\cos {\frac {\theta }{3}}\sin ^{2}{\frac {\theta }{3}})\sec ^{3}{\frac {\theta }{3}}=a\left(1-3\tan ^{2}{\frac {\theta }{3}}\right)}
{\displaystyle =a(1-3t^{2})}
{\displaystyle y=a\sin \theta \sec ^{3}{\frac {\theta }{3}}=a\left(3\cos ^{2}{\frac {\theta }{3}}\sin {\frac {\theta }{3}}-\sin ^{3}{\frac {\theta }{3}}\right)\sec ^{3}{\frac {\theta }{3}}=a\left(3\tan {\frac {\theta }{3}}-\tan ^{3}{\frac {\theta }{3}}\right)}
{\displaystyle =at(3-t^{2})}
dando una forma paramétrica para la curva. El parámetro t se puede eliminar fácilmente, obteniéndose la ecuación cartesiana
{\displaystyle 27ay^{2}=(a-x)(8a+x)^{2}}.
Si la curva se desplaza en horizontal 8a y los signos de las variables se cambian, las ecuaciones de la curva con la apertura a la derecha resultante son
{\displaystyle x=3a(3-t^{2})}
{\displaystyle y=at(3-t^{2})}
y en coordenadas cartesianas
{\displaystyle x^{3}=9a\left(x^{2}-3y^{2}\right)}.
Esto da la forma polar alternativa
{\displaystyle r=9a\left(\sec \theta -3\sec \theta \tan ^{2}\theta \right)}.

## Generalización
La cúbica de Tschirnhausen es una espiral sinusoidal con n=−1/3

## Cáustica de la parábola
| Cáustica de una parábola. Solo se muestran los rayos reflejados. La dirección de los rayos incidentes (no mostrados) viene dada por la de la tangente común a la parábola y a la cáustica, en negro. Los rayos reflejados a la izquierda de la parábola provienen de una fuente en el infinito hacia la derecha, los reflejados a la derecha de la parábola provienen de una fuente en el infinito hacia la izquierda |

En 1682, Von Tschirnhaus elaboró la teoría de las catacáusticas y demostró que eran rectificables. Este fue el segundo caso en el que se determinó la envolvente de un conjunto de tangentes determinado dinámicamente, dando origen a la cúbica de Tschirnhausen.
Las cáusticas de una parábola, cuando la fuente de luz está en el infinito, son cúbicas de Tschirnhausen. La cáustica se reduce a un punto, el foco de la parábola, cuando la dirección de la fuente está situada en el eje de la parábola.
La cáustica es la envolvente de los rayos reflejados por el interior de una parábola. Para representarla gráficamente, es necesario determinar la tangente a una serie de puntos de la parábola, trazando a continuación la normal desde el punto de tangencia hacia el interior de la parábola. Los rayos que forman la cáustica se determinan trazando rayos simétricos al rayo incidente en cada punto respecto a la recta normal previamente calculada.

## Trisección

Triseeción de un ángulo a partir de la Cúbica de Tschirnhausen

La cúbica de Tschirnhausen puede utilizarse como trisectriz. Como se ha visto anteriormente, cuando {\displaystyle a=1} tiene la propiedad de que
{\displaystyle x=\left(1-3\tan ^{2}{\frac {\theta }{3}}\right)}
es posible determinar gráficamente la tangente de {\displaystyle \alpha /3} de un ángulo arbitrario {\displaystyle \alpha } dado, teniendo en cuenta que:
{\displaystyle \tan {\frac {\alpha }{3}}={\sqrt {(1-x)/3}}}
De acuerdo con la imagen adjunta, la construcción tiene tres pasos:
[1]: (color negro) >> Representar el ángulo {\displaystyle \alpha } dado en el origen de coordenadas. Proyectando el punto de corte con la curva trisectriz sobre el eje x, se obtienen los segmentos de longitudes {\displaystyle x} y {\displaystyle (1-x)}, dado que la curva trisectriz pasa por el punto {\displaystyle (1,0)}.
[2]: (color azul) >> Se procede a dividir el segmento {\displaystyle (1-x)} en tres partes iguales (construcción posible con regla y compás, que aquí no se detalla)
[3]: (color verde) >> Por último, se construye una circunferencia de diámetro {\displaystyle 1+{\frac {1-x}{3}}}, cuya semicuerda trazada desde el punto de unión de los dos segmentos que componen el diámetro, mide precisamente {\displaystyle {\sqrt {(1-x)/3}}=\tan(\alpha /3)}. Por último, formando un triángulo rectángulo cuyo cateto vertical mide {\displaystyle \tan(\alpha /3)} y cuyo cateto horizontal mide {\displaystyle 1}, se obtiene gráficamente el ángulo {\displaystyle \alpha /3}.